# Марцинкив, Руслан Романович
Русла́н Рома́нович Марци́нкив (укр. Руслан Романович Марцінків; род. 22 ноября 1979, Бобровица, Черниговская область) — украинский политик, городской голова Ивано-Франковска. Народный депутат Украины VII созыва. Член партии Всеукраинское объединение «Свобода». Кандидат юридических наук (2020).

## Биография
Родился в Бобровице Черниговской области в семье врача, уроженца Отынии Ивано-Франковской области. Отец Роман Ярославович работал анестезиологом в местной больнице, затем — начмедом, главным врачом, мама Мария Николаевна — технологом на заводе сухого обезжиренного молока. Учился в Бобровицкий средней школе, позже, когда в 1980-х годах родители переехали жить и работать в город Надворную Ивано-Франковской области, — в Надворнянском физико-математическом лицее (1992—1996).

## Образование
- Ивано-Франковский государственный технический университет нефти и газа (2001), специальность: «Экономика предприятия», инженер-экономист.
- Ивано-Франковский национальный технический университет нефти и газа (2005), специальность: «Государственная служба», магистр государственного управления.
- Ивано-Франковский Университет Короля Даниила (2018), магистр права.

## Карьера
- сентябрь 1996 — июнь 2001 — студент Ивано-Франковского государственного технического университета нефти и газа.
- сентябрь 2001 — январь 2002 — экономист планово-экономического отдела ОАО «Турбогаз».
- октябрь 2002 — январь 2003 — экономист-маркетолог при предпринимателе П. А. Гаврише, город Ивано-Франковск.
- январь 2003 — июнь 2005 — директор Детско-юношеского пластового центра города Ивано-Франковска.
- июль — октябрь 2005 — помощник заместителя городского головы по вопросам деятельности исполнительных органов городского совета, исполком Ивано-Франковского горсовета.
- 2006—2010 — председатель постоянной комиссии по вопросам молодежной политики, развития физкультуры и спорта Ивано-Франковского облсовета.
- 2010—2012 — депутат Ивано-Франковского горсовета, с ноября 2010 — секретарь Ивано-Франковского горсовета.
- 2012—2014 — народный депутат Украины 7-го созыва.
- с ноября 2015 — городской голова Ивано-Франковска[1].

## Парламентская деятельность
С 12 декабря 2012 года — народный депутат Украины 7-го созыва от партии Всеукраинское объединение «Свобода», № 20 в списке. Член Комитета по вопросам строительства, градостроительства и жилищно-коммунального хозяйства и региональной политики ВС Украины; член временной следственной комиссии Верховной Рады Украины по вопросам проверки соблюдения законодательства в сфере государственного регулювания естественных монополий и смежных рынков энерго-, газо-, тепло- и водоснабжения.
Уполномоченный парламентской фракции ВО «Свобода» по Черниговской области.

## На посту городского головы
На местных выборах 2015 года выставил свою кандидатуру на пост городского головы Ивано-Франковска от ВО Свобода. В первом туре занял второе место с 19 850 голосами (23,69 %), вышел во второй тур вместе с Игорем Насаликом от БПП «Солидарность» (23 393 голоса, 27,92 %). Во втором туре, который состоялся 15 ноября 2015 года, занял первое место (37 714 голосов, 54,82 %). В 2020 году вновь баллотировался на пост городского головы Ивано-Франковска — набрал 84,78 % (67 050 голосов), на втором месте — Пётр Шкутяк, у него 7,05 % (5 576 голосов), Наталия Сербин (3,56 %, 2 817 голосов) — на третьем.

## Взгляды
Является противником абортов, а также автором гомофобного высказывания в ответ на «Фестиваль равенства», который прошёл 19 марта 2016 года во Львове:

Перед выборами меня в эфире «1+1» спросили: может ли гей быть патриотом? Я сказал, что нет. Патриотом может быть только христианин, настоящий патриот — тот, кто верит в Бога.
Наши оппоненты утверждают, что якобы Европа другая, но я недавно был в Польше. В Польше, которая является успешной европейской страной, которая сделала огромный прорыв, действует закон о запрете абортов.
Мы должны стоять на своих христианских национальных ценностях.
Оригинальный текст (укр.)Перед виборами мене в ефірі «1+1» запитали: чи може бути гей патріотом? Я сказав, що ні. Патріотом може бути тільки християнин, справжній патріот — той, хто вірить в Бога.

Наші опоненти дорікають, що нібито Європа інша, але я нещодавно був у Польщі. У Польщі, яка є успішною європейською країною, яка зробила величезний прорив, діє закон про заборону абортів.

Ми повинні стояти на своїх християнських національних цінностях
— 

## Семья
Жена Оксана Ивановна (1979). Сын Святослав (2002), дочь Соломия (2019).

## Ссылка
- Справочник «Кто есть кто в Украине», издательство «Кол. И. С.»
- Сайт Верховной Рады Украины
- https://regionews.ua/rus/news/ukraine/1604401146-martsinkiv-snova-vozglavit-ivano-frankovsk